# Aston
Aston je mestna četrt v Birminghamu. Nahaja se približno 2,5 kilometra od centralnega Birminghama v smeri severovzhoda. Aston spada med četrti v metropolitanski oblasti mesta.

## Zgodovina
Aston je bil prvič omenjen kot "Estone" v Knjigi sodnega dne (Domesday Book) iz leta 1086. Imel je mlin, duhovnika in posledično verjetno tudi cerkev ter območje gozda in njiv. Cerkev svetih Petra in Pavla je bila zgrajena v srednjeveških časih, da bi nadomestila nekdanjo cerkev. Osrednji del zgradbe je med 1879 in 1890 obnovil J.A. Chatwin. Stolp in zvonik iz 15. stoletja, ki je bil delno obnovljen leta 1776, sta edina ohranjena ostanka cerkve iz časa srednjega veka.
Nekdanja župnija Aston (znana kot Aston juxta Birmingham) je obsegala veliko območje.  Zemljiško posestvo Aston je od leta 1869 vodil lokalni odbor, ki je bil 1903 ustanovljen kot mestni svet okrožja pred priključitvijo v birminghamski okraj med širitvijo v letu 1911.  Istega leta so okrožju priključili še Saltley.
Med zgodovinskimi stavbami, ki so postale priljubljene v Astonu, sta bila Astonski hipodrom in krčma Bartons Arms. Ob Evangelijski dvorani na Park Lane, ki je bila prvotno odprta leta 1892, v sedemdesetih letih dvajsetega stoletja pa porušena in obnovljena, je bila kraj srečevanja v Astonu tudi spominska dvorana Ellen Knox ob pivovarni Midland Vinegar. Pivovarna, ki je bila v lasti podjetja Midland Brewery Company, je bila zgrajena okoli leta 1877.  Nahajala se je na ulici Upper Thomas. Pivovarna je bila trinadstropna zidana stavba z zaobljenimi vogali in polkrožnimi okni ter streho z naklonom. Drugi gospodarski obrat, ki se je nahajal v Astonu, je bil Premier Motor Works, ki je v začetku 20. stoletja proizvajal avtomobile. Proizvodnji obrati so se nahajali na križišču ulic Aston Road in Dartmouth Street. Na Miller Street je bil depo tramvajev s kapaciteto 104 vozil. Odprl se je leta 1904, z njim pa je nato upravljalo podjetje City of Birmingham Tramways Company Ltd, preden je 1. januarja 1912 uradno prešel v last Birmingham Corporation Tramways . 
Po drugi svetovni vojni je Aston doživel obsežno prenovo. Južni Aston je bil določen za območje prenove, ki je vključevalo obsežno prenovitev območja znanega kot "Aston New Town".  To področje, poznano tudi kot "Newtown", je obsegalo šestnajstih stolpnic, od katerih je bilo pet porušenih. Projekt je bil odobren leta 1968. Zgolj tri novozgrajene 20-nadstropne stolpnice so zagotovile 354 novih stanovanj. 
Danes Aston daje ime nogometnemu klubu Aston Villa FC in univerzi Aston University, (katere kampus ni v Astonu, ampak približno 1,3 severno od središča mesta Birmingham). Univerza Aston je ena izmed štirih univerz v Birminghamu. Aston Villa od leta 1897 igra na Villa Parku, ki slovi kot eno izmed tradicionalnejših nogometnih prizorišč v Angliji. Stadion je gostili tudi druge športne prireditve, vključno z mednarodnimi tekmami rabija. Velja za eno izmed glavnih znamenitosti tega mesta.
Velik del Astona sestavljajo vrstne hiše, ki so bile zgrajene okoli konca 19. in začetka 20. stoletja. Nekatere od teh hiš so bile porušene v poznih šestdesetih letih dvajsetega stoletja za potrebe gradnje Aston Expressway, ki povezuje središče Birminghama z avtocesto M6. 
V zgodnjih osemdesetih letih je Aston trpel zaradi hude stiske, saj so bile številne hiše zastarele. Številne stanovanjske zgradbe niso vključevale niti toaletnih prostorov, večina pa jih je propadala zaradi pomanjkanj vzdrževanja. Kljub špekulacijam o rušitvi domov v stanovanjskih soseskah se je mestni svet odločil za denarni transfer, ki je lastnikom omogočil obnovitev hiš, da bi te zadoščale sodobnim standardom življenja.
Med 2001 in 2011 je bil Aston v okviru sheme "New Deal for Communities" deležen obnovitvenega projekta "Aston Pride", vrednega 54 milijonov funtov. Izvedene so bile številne izboljšave. Zmanjšalo se je število vlomov, ropov in kraje vozil. Zdravstveni dom je bil deležen štiri milijonske investicije. 1300 ljudi je bilo deležnih pomoči pri iskanju zaposlitve. 

## Kriminal
Stopnja kriminala v Astonu v zadnjih letih stagnira. Decembra 2010 je bilo prijavljenih 369 kaznivih dejanj, decembra 2019 pa 328, večinoma zaradi nasilnih kaznivih dejanj. Stopnja kriminala v četrti je 10,35, kar je višje kot na drugih območjih, kot je Handsworth Wood (6,59), vendar nižje od četrti Nechells (16,6). 

## Demografija
Podatki popisa iz leta 2011 kažejo, da v Astonu živi 22.636 ljudi. To ga med mestnimi četrtmi uvršča na šesto mesto po številu prebivalcev. 
Je etnično zelo raznolika četrt, 44% prebivalstva je rojenega izven Združenega kraljestva. Najštevilčnejša etnična skupina so Azijci s 69,1% vsega prebivalstva. Pakistanska etnična skupina s 30,9% predstavljala največji del azijske skupnosti v Astonu. Temnopolti Britanci so bili druga največja etnična skupina s 16,4%, beli Britanci pa tretja največja etnična skupina s 7,8%. 
Etnična sestava tega območja se je drastično spremenila v petdesetih in šestdesetih letih 20. stoletja s priseljevanjem iz držav Commonwealtha . Večina priseljencev je v četrt prišla iz indijske podceline, veliko število priseljencev pa je na področje Astona prišlo s Karibov . 
Aston je mlada četrt s 33,5% prebivalstva, mlajšega od 18 let. Za primerjavo, povprečje v Birminghamu znaša 25,5%. 
31,7% prebivalcev Astona nima dokončane oblike formalne izobrazbe, kar je višje od Birminghamskega povprečja, ki znaša 20,8%. Poleg tega 15,6% prebivalstva ne govori angleščine kot svojega glavnega jezike, kar je precej nad nacionalnim povprečjem, ki znaša 1,9%. 
Aston ima eno najvišjih stopenj brezposelnosti v mestu, saj le 57,8% prebivalcev spada v kategorijo aktivnega prebivalstva, v primerjavi z mestnim (69,3%) in državnim povprečjem (77%). Gre za 11. najbolj prikrajšano četrt v mestnih okvirjih. 
Večina zaposlenih prebivalcev (56%) dela v nižje kvalificiranih poklicih, kot so zdravstvena nega, storitvene dejavnosti in prodaja. Povprečni dohodek v Astonu (12.033 GBP) je za 35% manjši od povprečnega dohodka (18.788 GBP) v Angliji kot celoti. 

## Izobraževanje
V Astonu se nahajajo tri srednje šole: Broadway Academy, ki jo je vojvoda Kenta prenovil in odprl leta 2011,  šola Kralja Edwarda VI Aston, edina gimnazija v volilnem okrožju ter Aston Manor School in Eden Boys 'Leadership Academy .
Območje obsega sedem osnovnih šol: Aston Tower Community Primary School, Birchfield Community School, Manor Park Primary Academy, Mansfield Green E-ACT Academy, Sacred Heart Catholic Primary School, Prince Albert Primary School, in Yew Tree Community School.
V četrti sta dve knjižnici: knjižnica Aston in knjižnica Birchfield. Mestni svet Birminghama je v okviru varčevalnih ukrepov nameraval ustaviti delovanje Knjižnice Aston v 2017, vendar je bila ta odločitev po javnem posvetovanju razveljavljena. Zdaj jo vodi lokalna skupnosti. 

## Zanimivosti
- Aston Expressway
- Aston Hall
- Univerza Aston
- Nogometni klub Aston Villa in Villa Park
- Aston Reservoir
- Spaghetti Junction
- Šola Kralja Edwarda VI, Aston
- Nekdanja tovarna motornih koles Norton
- Cerkev SS Peter & Paul, Aston

## Znane osebnosti
- Vsi člani prvoten heavy metal skupine Black Sabbath so bili rojeni in odraščali na območju Astona: Ozzy Osbourne, Tony Iommi, Bill Ward in Geezer Butler . Vsi štirje glasbeniki so v Astonu živeli v zgodnjih letih skupnega ustvarjanja. [11]
- Victor Johnson (1883–1951) je bil dirkališki kolesar, ki je leta 1908 na olimpijskih igrah osvojil zlato medaljo, postal svetovni amaterski prvak v sprintu in britanski državni prvak na razdalji četrt milje.
- Avtor Sir Arthur Conan Doyle je kratek čas deloval področju Astona. [12] [13] [14]
- John Benjamin Stone, politik in ploden fotograf, se je rodil v Astonu in po očetu podedoval lokalno podjetje za proizvodnjo stekla.
- Albert Ketèlbey, skladatelj, dirigent in pianist, se je rodil v Astonu 9. avgusta 1875.
- Nekdanji krilni napdalec nogometnega kluba Leicester City, Lloyd Dyer se je rodil v Astonu. [15]
- Harry Shelvoke
- Aktar islam [16]
- Pal Aron
- Ateeq Javid